# Musikåret 1930

## Händelser
- 1 januari – I Folkans nyårsrevy debuterar Karlstadsflickan Zarah Leander i Stockholm [1].
- April – Amerikanska skivbolaget Brunswick säljs til Warner Brothers.[2]
- Maj – Jean Sibelius 1:a och 2:a symfoni spelas in med London Symphony Orchestra, under ledning av Robert Kajanus.
- 21 juli - Jussi Björlings operadebut, Kungliga Operan, som "Lykttändare" i Puccinis Manon Lescaut. Första debut i en huvudroll ägde rum den 20 augusti, i rollen som "Don Ottavio" i Mozarts Don Juan.
- 20 augusti – Jussi Björling debuterar på operan som Don Ottavio i Mozarts Don Juan [1].
- 10 september – Svenske revyartisten Ernst Rolf gifter sig med skådespelaren Tutta Berntsen i Stockholms rådhus.
- 13 december – Stravinskijs Psalmsymfoni uruppförs i Bryssel under ledning av Ernest Ansermet.
- okänt datum – Columbia flyttar sin svenska verksamhet från Helsingborg till Stockholm.[3]
- okänt datum – Tyska firman Menzenhauer & Schmidt upphör med sin utgivning av en serie skivor i Sverige på märkena "Corona, Kalliope, Cremona Rex & Melocord".[4]
- okänt datum – Skivmärket Phonycord verkar i Sverige under en kort tid under sommaren-hösten.[5]
- okänt datum – Brittiska skivmärket Imperial upphör i Sverige.[6]
- okänt datum – Svenska skivmärket Star startas av Konsum-KF.[7]

## Årets singlar och hitlåtar
Vänligen sortera soloartister på efternamn, musikgrupper på förstabokstaven (utan engelskans "The" och "A")
- Hoagy Carmichael – Georgia on My Mind
- Cole Porter – Love for Sale

## Födda
- 10 januari – Krystyna Pettersson, svensk tonsättare, pianist och pedagog.
- 27 januari – Bobby Bland, amerikansk bluessångare.
- 12 februari – Gerhard Rühm, österrikisk tonsättare, författare och bildkonstnär.
- 26 februari – Lazar Berman, rysk pianist.
- 6 mars – Lorin Maazel, amerikansk dirigent.
- 9 mars – Ornette Coleman, amerikansk saxofonist, violinist, trumpetare och kompositör.
- 9 mars – Jan Sparring, svensk andlig sångare.
- 22 mars – Stephen Sondheim, amerikansk kompositör och textförfattare.
- 2 april – Barbro Ericson, svensk operasångare (kontraalt).
- 5 april – Mary Costa, amerikansk skådespelare och operasångare (sopran).
- 1 maj – Little Walter, amerikansk bluesmunspelare.
- 9 juni – Monique Serf ("Barbara"), fransk sångare, poet och låtskrivare.
- 29 juni – Pavol Simai, svensk tonsättare.
- 20 juli – Sally Ann Howes, engelsk skådespelare och sångare.
- 7 augusti – Veljo Tormis, estnisk tonsättare.
- 22 augusti – Rolf Billberg, svensk jazzmusiker.
- 7 september – Sonny Rollins, amerikansk jazzsaxofonist.
- 23 september – Ray Charles, amerikansk pianist och sångare.
- 28 september – Rune Hallberg, svensk skådespelare och sångare.
- 8 oktober – Tôru Takemitsu, japansk kompositör.
- 23 oktober – Unto Mononen, finländsk kompositör och sångtextförfattare.
- 24 oktober – The Big Bopper, eg. Jiles Perry Richardson, Jr., amerikansk rockmusiker och låtskrivare.
- 30 oktober – Clifford Brown, amerikansk jazztrumpetare.
- 13 november – Tage Severin, svensk skådespelare och sångare.
- 4 december – Jim Hall, amerikansk jazzgitarrist och kompositör.
- 20 december – Margareta Meyerson, svensk skådespelare och sångare.
- 28 december – Ed Thigpen, amerikansk jazztrumslagare.
- 31 december – Odetta, amerikansk sångare, skådespelare, gitarrist, låtskrivare och aktivist för mänskliga rättigheter
- okänt datum – Munir Bashir, irakisk oudspelare.

## Avlidna
- 4 januari – Albert Löfgren, 57, svensk klarinettist, kompositör och arrangör.
- 21 januari – Otto Hultner, 57, svensk tonsättare, violinist och trumpetare.
- 28 januari – Emmy Destinn, 51, böhmisk operasångerska (sopran).
- 13 februari – Conrad Ansorge, 67, tysk pianist och tonsättare.
- 3 april – Emma Albani, 82, kanadensisk operasångare (sopran).
- 5 april – Gene Greene, 48, amerikansk sångare och kompositör, känd som "The Ragtime King".
- 8 maj – Hjalmar Berwald, 81, svensk civilingenjör och tonsättare.
- 8 maj – Henning Mankell, 61, svensk tonsättare och kritiker.
- 29 maj – Tivadar Nachéz, 71, ungersk violinist och tonsättare.
- 12 juli – Lotten Edholm, 91, svensk pionjär inom Svenska Röda Korset och tonsättare.
- 15 juli – Leopold von Auer, 85, ungersk-rysk violinist.
- 19 juli – Oscar Blom, 53, svensk organist och tonsättare.
- 29 juli – Alexander von Fielitz, 69, tysk kompositör.
- 4 augusti – Siegfried Wagner, 61, tysk tonsättare och dirigent, son till Richard Wagner.
- 1 oktober – Riccardo Drigo, 84, italiensk tonsättare och dirigent.
- 30 oktober – Joël Blomqvist, 89, svensk kompositör, predikant och författare.
- 1 november – Preben Nodermann, 63, dansk-svensk hymnolog, tonsättare och domkyrkokapellmästare.
- 17 december – Peter Warlock, 36, brittisk tonsättare.
- 22 december – Charles K. Harris, 63, amerikansk banjospelare, kompositör och sångtextförfattare.
- 24 december – Oskar Nedbal, 56, tjeckisk tonsättare och violist.

### Fotnoter
1. 1 2  Hundra år i Sverige – 1930, Hans Dahlberg, Albert Bonniers, 1999
2. ↑  ”78:or & film”. Arkiverad från originalet den 4 december 2019. https://web.archive.org/web/20191204111502/http://musiknostalgi.atspace.cc/brunswi.htm. Läst 3 juni 2011.
3. ↑  ”78:or & film”. Arkiverad från originalet den 27 februari 2019. https://web.archive.org/web/20190227060228/http://musiknostalgi.atspace.cc/columbia.htm. Läst 3 juni 2011.
4. ↑  ”78:or & film”. Arkiverad från originalet den 6 december 2019. https://web.archive.org/web/20191206100149/http://musiknostalgi.atspace.cc/corona.htm. Läst 3 juni 2011.
5. ↑  ”78:or & film”. Arkiverad från originalet den 27 februari 2019. https://web.archive.org/web/20190227060215/http://musiknostalgi.atspace.cc/phony.htm. Läst 3 juni 2011.
6. ↑  ”78:or & film”. http://78-varv.atspace.cc/imperial.htm. Läst 3 juni 2011.
7. ↑  ”78:or & film”. Arkiverad från originalet den 21 juni 2019. https://web.archive.org/web/20190621202749/http://musiknostalgi.atspace.cc/star.htm. Läst 3 juni 2011.